# 荒殿誠
荒殿 誠（あらとの まこと）は、日本の化学者。理学博士。物理化学、機能物質化学が専門。コロイドおよび界面化学を主とした物理化学的手法（熱力学的手法および分光学的手法）に立脚し、また流体／流体界面を主対象として研究。九州大学教授（大学院理学府化学専攻・理学部化学科）を経て、2020年度現在九州大学理事・副学長・プロボスト。

## 経歴
鹿児島県立甲南高等学校卒業。1975年3月、九州大学理学部化学科卒業。1977年3月、同大学院理学研究科修士課程修了（理学修士）。1980年3月に同博士課程を修了し、「Thermodynamic studies on the adsorption of surface active substances at water/hexane interface（界面活性剤の水/ヘキサン界面吸着に関する熱力学的研究）」で理学博士号取得。同年4月より日本学術振興会特別研究員を経て、1985年2月より九州大学理学部化学科助手を務める。1989年10月、九州大学理学部化学科助教授に就任。1990年8月、ドイツのマックス・プランク研究所に研究員として留学。1997年4月に九州大学教授に昇任。2010年7月から2014年7月まで九州大学大学院理学研究院長を兼任し、2014年10月からは九州大学理事・副学長を兼任。2017年3月、教授を退任（理事・副学長は引き続き務める）。2020年10月1日より理事・副学長・プロボスト。
日本化学会、International Association of Colloid and Interface Scientists（国際コロイド及び界面化学会）、日本熱測定学会、日本高圧力学会に所属。